# Eierbach (Ammer)
Der Eierbach  ist ein über fünf Kilometer langer Bach im Landkreis Weilheim-Schongau in Bayern mit anfangs westlichem, am Ende fast östlichem Lauf. Er mündet kurz nach der Böbinger Einöde Wörth von links in die Ammer.

## Verlauf
Der Bach entspringt in der Nähe des Ortsteils Hinterschwaig der Gemeinde Hohenpeißenberg am Südhang des Hohen Peißenbergs auf einer Höhe von 826 m ü. NHN. Er fließt zunächst westwärts durch den Ort Hohenpeißenberg und knickt dort nach Süden ab. Im weiteren Verlauf wendet er sich mehr und mehr auf östlichen Lauf und schneidet dabei eine immer tiefer werdende Schlucht in das Gelände ein, deren Grund an ihrem Ende etwa 50 Meter unterhalb ihrer Randhöhen liegt. Nördlich des Ortsteils Wörth der Gemeinde Böbing mündet diese Schlucht in die Ammerschlucht ein. Der Eierbach verläuft zunächst an deren Nordrand entlang. Nach etwa 200 Metern biegt er zuletzt nach Südosten ab und mündet nach weiteren 200 Metern auf einer Höhe von 601 m ü. NHN wenig abwärts der Einöde Wörth von Böbing an der Gemeindegrenze zu Markt Peißenberg von links in die Ammer, etwa 800 Meter flussaufwärts der Ammerbrücke der St 2059 von Böbing nach dem Peißenberger Siedlungsteil Wörth.
Der Eierbach ist 5,4 km lang und hat ein 5,2 km² großes Einzugsgebiet. Auf älteren Karten war er mitunter noch als Eybach verzeichnet.

## Zuflüsse
Bei seinem Lauf durch die Schlucht nimmt der Eierbach weitere von der Flanke des Hohen Peißenbergs nach Süden abfließende Bäche auf, die von links in ihn münden, darunter zuletzt den Schendrichgraben. Der einzige größere Zufluss von rechts ist der Kohlbach, der etwas weiter aufwärts gegen Ende śeines großen Linksbogens von Westen her in ihn einmündet.

## Sonstiges
Kurz vor der Eierbachbrücke der Bundesstraße 472, in der Nähe des Bauhofes in Hohenpeißenberg, fließt der Eierbach an der Kläranlage von Hohenpeißenberg vorbei, deren geklärte Abwässer über den Eierbach als Vorfluter in die Ammer abgeleitet werden.